# لودویگ فورستر
 لودویگ فورستر (انگلیسی: Ludwig Förster؛ ۸ اکتبر ۱۷۹۷ – ۱۶ ژوئن ۱۸۶۳) یک معمار اهل اتریش بود.